# Zabat
Zabat je naziv koji ima više različitih značenja.
Ponajprije, to je trokutasti završetak uže strane grčkog i rimskog hrama kvadratične osnove. 
Njegov okvir sačinjava vodoravna i dvije kose stranice vijenca koje čine rub dvoslivnoga krova. 
Unutarnje polje zabata naziva se timpan(on) i često je ukrašeno skulpturama ili reljefima. 
Zabat s njegove vanjske strane često ukrašavaju akroteriji – kiparski oblikovani ukrasi postavljeni na njegovu vrhu i na rubovima.
Zabat u širem smislu pojma označava svaki trokutasti završetak uže strane neke zgrade, ili njezinog portika ili pak kompleksnijeg istaka (rizalita), čiji donji rub čini vodoravni vijenac, a gornje rubove kose stranice dvoslivnoga krova. Ovisno o vrsti, namjeni i vremenu nastanka zgrade, zabatna polja mogu biti ispunjena dekoracijom ili prazna.
Konačno, pojam zabat označava i trokutasto polje istaknutih profiliranih rubova iznad niša, prozora i vrata, kojim završavaju edikule, stele i oltarne pregrade.
Osim trokutastih postoje i segmentni zabati, kojima je umjesto dvjema kosim ravnim stranicama gornji dio obrubljen segmentnim lukom. 
Taj se oblik zabata javlja već u drugoj polovici prvog stoljeća (Vespazijanov hram u Pompejima) a osobito je tipičan za najelokventnije elaboracije rimskoga baroka u Baalbeku, te na Serapisovu hramu u Rimu.
U svim tim primjerima iz rimskoga vremena nalazimo zapravo tzv. alternirajuće zabate tj. pravilnu izmjenu klasičnih i segmentnih zabata, motiv koji će ponovno postati čest u europskom baroku 17. i 18. stoljeća.
Trokutasti i segmentni zabati ponekad su slomljeni (izlomljeni zabat) na način da je središnji dio njihova dvoslivnog ili segmentnog vrška potisnut u dubinu, što je motiv koji se javlja već u rimsko doba (npr. Baalbek), ili je središnji dio posve prekinut (prekinuti zabat), stvarajući time mjesto reljefnoj dekoraciji koja se širi prema gore, izvan zabatnoga polja (timpana), što je čest slučaj u europskom baroku.
Sirijski zabat je tip zabata koji se razvio na rimskom istoku, a u čijem se središnjem dijelu vodoravne greda prelazi u segmentni luk.
Otvoreni zabat naziv je za onaj tip zabata čija je vodoravna stranica u središnjem dijelu posve prekinuta „otvarajući“ tako ovaj zabat prema dolje.
Ovisno o obliku njihova vrška postoje i drugi tipovi zabata, ali se oni javljaju razmjerno rijetko (tzv. stepeničasti zabat, trolisni zabat, itd.).